# Genealogia lui Isus din Nazaret

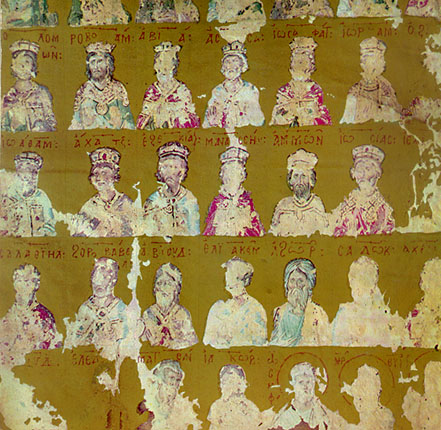
Genealogia lui Iisus

Genealogia lui Isus este descrisă în două texte din Evanghelii: Luca 3:23–38 și Matei 1:1–17.
Din cele patru evanghelii, doar cele după Matei și după Luca oferă informații despre familia și strămoșii lui Isus. Cu toate acestea, datele din cele două evanghelii diferă în unele părți și au fost elaborate mai multe teorii pentru a explica discrepanțele. Ambele evanghelii spun că Iisus este urmașul regelui David; mergând mai departe, și al lui Avraam. Lista strămoșilor dintre David și Avraam este aceeași în ambele evanghelii, dar lista strămoșilor dintre David și Iosif este diferită. 
Mai precis, Matei începe cu Solomon, continuă cu regii care au stat la cârma Regatului Iudei, listă care s-a terminat cu Ioachim (odată cu învingerea lui Iuda de către Babilon). Astfel, Matei afirmă că Isus ar fi moștenitorul tronului Țării lui Israel.
După Luca, lista strămoșilor lui Isus este mult mai lungă, ea mergând până la Adam și Eva. 

## Genealogia după Luca

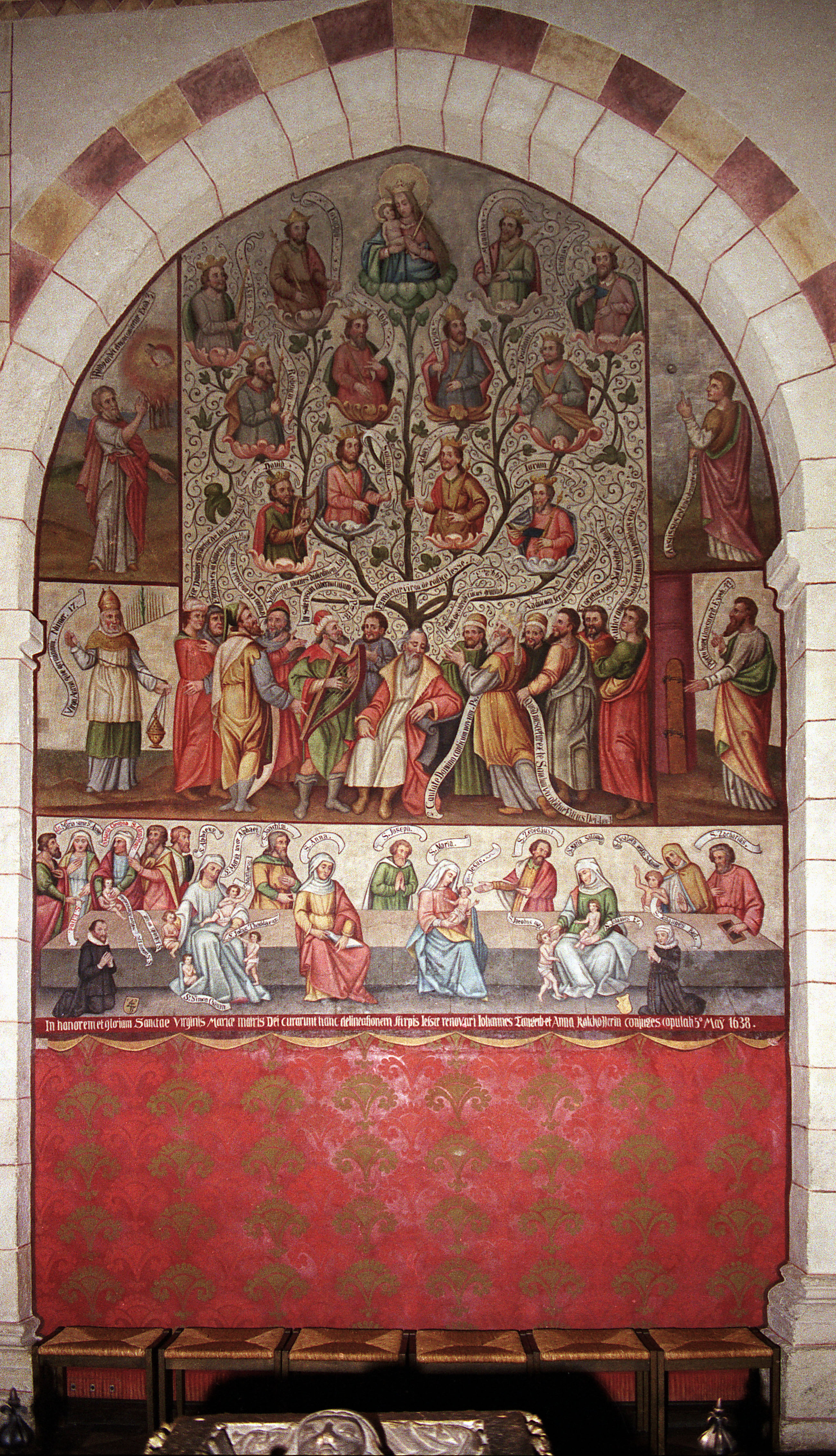

„ Isus avea cam treizeci de ani când Și-a început lucrarea și era, după cum se credea, fiul lui Iosif, care fusese fiul lui Eli, care fusese fiul lui Matat, care fusese fiul lui Levi, care fusese fiul lui Melhi, care fusese fiul lui Ianai, care fusese fiul lui Iosif, care fusese fiul lui Matatia, care fusese fiul lui Amos, care fusese fiul lui Naum, care fusese fiul lui Esli, care fusese fiul lui Nagai, care fusese fiul lui Maat, care fusese fiul lui Matatia, care fusese fiul lui Semei, care fusese fiul lui Ioseh, care fusese fiul lui Iuda, care fusese fiul lui Ioanan, care fusese fiul lui Resa, care fusese fiul lui Zorobabel, care fusese fiul lui Salatiel, care fusese fiul lui Neri, care fusese fiul lui Melhi, care fusese fiul lui Adi, care fusese fiul lui Cosam, care fusese fiul lui Elmadam, care fusese fiul lui Er, care fusese fiul lui Iosua, care fusese fiul lui Eliezer, care fusese fiul lui Iorim, care fusese fiul lui Matat, care fusese fiul lui Levi, care fusese fiul lui Simeon, care fusese fiul lui Iuda, care fusese fiul lui Iosif, care fusese fiul lui Ionam, care fusese fiul lui Eliachim, care fusese fiul lui Melea, care fusese fiul lui Mena, care fusese fiul lui Matata, care fusese fiul lui Natan, care fusese fiul lui David, care fusese fiul lui Iese, care fusese fiul lui Obed, care fusese fiul lui Boaz, care fusese fiul lui Sala,  care fusese fiul lui Naason, care fusese fiul lui Aminadab, care fusese fiul lui Admin, care fusese fiul lui Arni, care fusese fiul lui Esrom, care fusese fiul lui Fares, care fusese fiul lui Iuda, care fusese fiul lui Iacov, care fusese fiul lui Isaac, care fusese fiul lui Avraam, care fusese fiul lui Terah, care fusese fiul lui Nahor, care fusese fiul lui Seruh, care fusese fiul lui Ragau, care fusese fiul lui Peleg, care fusese fiul lui Eber, care fusese fiul lui Sala, care fusese fiul lui Cainan, care fusese fiul lui Arpaxad, care fusese fiul lui Sem, care fusese fiul lui Noe, care fusese fiul lui Lameh, care fusese fiul lui Metusala, care fusese fiul lui Enoh, care fusese fiul lui Iared, care fusese fiul lui Maleleel, care fusese fiul lui Cainan, care fusese fiul lui Enos, care fusese fiul lui Set, care fusese fiul lui Adam, care fusese fiul lui Dumnezeu.”—Luca 3:23-38
Se pare că în unele traduceri unde spune fiul lui Admin fiul nui Arni în original scria Aram fiul lui Admintouarni care ar însemna administrator și ar fi fost o parafrază în paranteză căci tou poate însemna fiu dar aicia era inclus în cuvânt.
| 1. Dumnezeu 2. Adam 3. Set 4. Enos 5. Cainan 6. Maleleel 7. Iared 8. Enoh 9. Metusala 10. Lameh 11. Noe 12. Sem 13. Arpaxad | 1. Cainan 2. Sala 3. Eber 4. Peleg 5. Ragau 6. Seruh 7. Nahor 8. Terah 9. Avraam | 1. Isaac 2. Iacov 3. Iuda 4. Fares 5. Esrom 6. Arni 7. Admin 8. Amminadab 9. Naason 10. Sala 11. Boaz 12. Obed 13. Iese 14. David 15. Natan | 1. Matata 2. Mena 3. Melea 4. Eliachim 5. Ionam 6. Iosif 7. Iuda 8. Simeon 9. Levi 10. Matat 11. Iorim | 1. Eliezer 2. Iosua 3. Er 4. Elmadam 5. Cosam 6. Adi 7. Melhi 8. Neri 9. Salatiel 10. Zorobabel 11. Resa 12. Ioanan | 1. Iuda 2. Ioseh 3. Semei 4. Matatia 5. Maat 6. Nagai 7. Esli 8. Naum 9. Amos 10. Matatia | 1. Iosif 2. Iannai 3. Melhi 4. Levi 5. Matat 6. Eli 7. Iosif, dar conform Enciclopediei catolice în unele teorii Maria este fiica lui Eli și nu Iosif 8. Isus |

Sf. Augustin observa că numărul generațiilor din Luca este de 76, un număr care simbolizează iertarea tuturor păcatelor.

## Genealogia după Matei
„Cartea neamului lui Isus Hristos, fiul lui David, fiul lui Avraam. Avraam a născut pe Isaac; Isaac a născut pe Iacov; Iacov a născut pe Iuda și frații lui; Iuda a născut pe Fares și Zara, din Tamar; Fares a născut pe Esrom; Esrom a născut pe Aram; Aram a născut pe Aminadab; Aminadab a născut pe Naason; Naason a născut pe Salmon; Salmon a născut pe Boaz, din Rahab; Boaz a născut pe Obed, din Rut; Obed a născut pe Iese; Iese a născut pe împăratul David. Împăratul David a născut pe Solomon, din văduva lui Urie; Solomon a născut pe Roboam; Roboam a născut pe Abia; Abia a născut pe Asa; Asa a născut pe Iosafat; Iosafat a născut pe Ioram; Ioram a născut pe Ozia; Ozia a născut pe Ioatam; Ioatam a născut pe Ahaz; Ahaz a născut pe Ezechia; Ezechia a născut pe Manase; Manase a născut pe Amon; Amon a născut pe Iosia; Iosia a născut pe Iehonia și frații lui, pe vremea strămutării în Babilon. După strămutarea în Babilon, Iehonia a născut pe Salatiel; Salatiel a născut pe Zorobabel; Zorobabel a născut pe Abiud; Abiud a născut pe Eliachim; Eliachim a născut pe Azor; Azor a născut pe Sadoc; Sadoc a născut pe Achim; Achim a născut pe Eliud; Eliud a născut pe Eleazar; Eleazar a născut pe Matan; Matan a născut pe Iacov; Iacov a născut pe Iosif, bărbatul Mariei, din care S-a născut Isus, care Se cheamă Hristos. Deci, dela Avraam până la David, sunt patrusprezece neamuri de toate; dela David pînă la strămutarea în Babilon sunt patrusprezece neamuri; și dela strămutarea în Babilon până la Hristos, sunt patrusprezece neamuri.”—Matei 1:1-17
| 1. Avraam 2. Isaac 3. Iacob 4. Iuda & Tamar 5. Fares 6. Esrom 7. Aram | 1. Aminadab 2. Naason 3. Salmon & Rahab 4. Boaz & Rut 5. Obed 6. Iese 7. David & Văduva lui Urie | 1. Solomon 2. Roboam 3. Abia 4. Asa 5. Iosafat 6. Ioram 7. Ozia | 1. Ioatam 2. Ahaz 3. Ezechia 4. Manase 5. Amon 6. Iosia 7. Iehonia | 1. Salatiel 2. Zorobabel 3. Abiud 4. Eliachim 5. Azor 6. Sadoc 7. Achim | 1. Eliud 2. Eleazar 3. Matan 4. Iacov 5. Maria & Iosif * 6. Isus |

Diferențele dintre genealogia după Matei și datele din Cronici par a fi o omisiune intenționată, pentru a păstra numărul de paisprezece nume între David și exil.

## Explicații pentru diferențele dintre ele

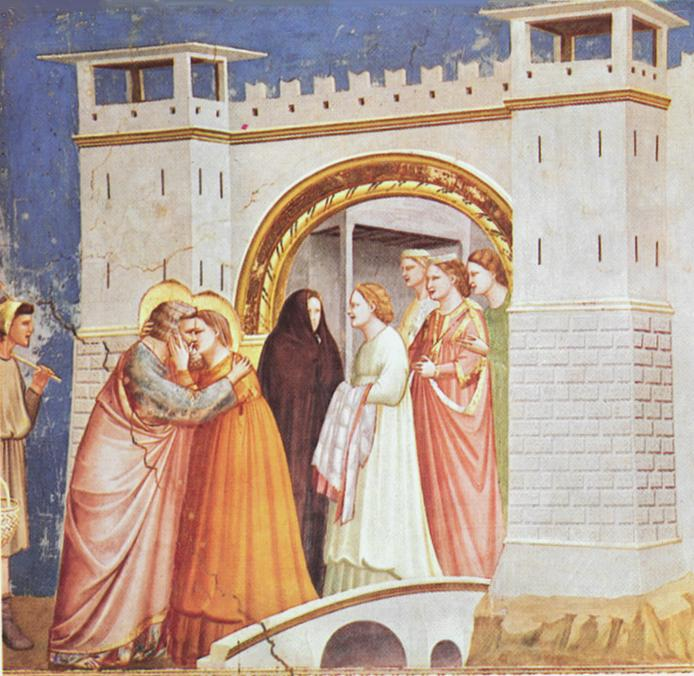
Giotto di Bondone, The Meeting at the Golden Gate, 1305.

Cercetătorii moderni (numiți mai jos) tind să vadă genealogiile lui Isus drept invenții teologice mai degrabă decât istorie reală: arborii genealogici n-ar fi fost în mod normal disponibili decât pentru familiile preoțești, iar contradicțiile dintre cele două liste sunt văzute drept dovezi clare că ele nu se bazau pe date genealogice. În plus, folosirea unor titluri ca „Fiul lui Dumnezeu” și „Fiul lui David” sunt văzute drept dovezi că ele nu provin din cele mai timpurii tradiții ale evangheliilor. Raymond E. Brown afirmă că genealogiile „nu ne spun nimic sigur despre bunicii și străbunicii lui”.
Gundry sugerează că seriile de nume ale unor necunoscuți din Evanghelia după Matei, care fac legătura între bunicul lui Iosif și Zerubbabel, sunt pure scorneli, produse prin a culege și apoi a modifica diverse nume din Cronici. Sivertsen îl consideră pe Apostolul Luca drept însăilând în mod artificial niște tradiții orale. Seriile pre-exilice Levi, Simeon, Iuda, Iosif constau din numele patriarhilor tribali, mult mai frecvente după exil decât înainte de exil, în timp ce numele Mattathias și variantele se află la începutul a trei fragmente în mod suspicios de asemănătoare. Kuhn sugerează de asemenea că cele două serii Isus–Mattathias (77–63) și Isus–Mattatha (49–37) reprezintă o dupllicare.
Contradicțiile dintre cele două liste au fost folosite încă din Antichitate pentru a contesta acuratețea istorică a poveștilor din evanghelii, iar unii autori creștini timpurii au căutat să răspundă acestor obiecții. Sfântul Augustin, de exemplu, a încercat de mai multe ori să respingă orice astfel de critică, nu doar din motivul că pe vremea lui maniheii foloseau diferite contradicții pentru a ataca creștinismul, ci și pentru că el însuși le privise la tinerețe drept motiv de a se îndoi de adevărul evangheliilor. Explicația pe care a dat-o el numelor diferite ale taților lui Iosif a fost că Iosif a avut un tată biologic și un tată adoptiv și că o evanghelia redă arborele genealogic pentru tatăl adoptiv pentru a face o paralelă între Iosif și Isus (ambii având astfel un tată adoptiv) ca metaforă pentru relația dintre Dumnezeu și omenire, în sensul că Dumnezeu a „adoptat” oamenii drept copiii săi.
O explicație des întâlnită a divergențelor este că Matei a redat genealogia juridică a lui Isus prin Iosif, conform obiceiurilor evreiești, în timp ce Apostolul Luca, scriind pentru neamuri, redă genealogia biologică reală a lui Isus prin Maria. Eusebiu din Cezareea, pe de altă parte, afirma interpretarea lui Africanus, și anume că genealogia din Luca este a lui Iosif (nu a Mariei), care era fiul natural al lui Iacob, deși din punct de vedere legal era al lui Eli, care era fratele după mamă al lui Iacob.

### Căsătoria leviratică
Cea mai veche tradiție care explică divergențele se referă la legea căsătoriei leviratice. O femeie al cărei soț murea fără urmași era obligată de lege să se căsătorească cu fratele soțului ei, iar primul născut din această căsătorie era socotit (conta) drept fiul fratelui decedat. Sextus Julius Africanus, în secolul al III-lea, în a sa Epistolă către Aristide, da seama de o tradiție conform căreia Iosif ar fi fost născut dintr-o astfel de căsătorie leviratică. Conform acesteia, tatăl natural al lui Iosif era Iacob fiul lui Matthan, așa cum scrie la Matei, în timp ce tatăl său legal era Eli fiul lui Melchi (sic), așa cum scrie la Luca.
A fost pus totuși la îndoială faptul că acele căsătorii leviratice ar fi avut loc între frați doar după mamă — ele sunt în mod expres interzise în Halakhah Beth Hillel dar permise de Shammai. Conform lui Anthony Maas, întrebarea pusă lui Isus de saduchei în evangheliile sinoptice cu privire la femeia care avusese șapte soți sugerează că această lege era practicată încă pe vremea lui Hristos.

### Arborele genealogic matern din Luca
O explicație simplă și cea mai comună este că genealogia din Luca redă genealogia Mariei, Eli fiind tatăl ei, în timp ce Matei descrie genealogia lui Iosif. Acest punct de vedere a fost propus de Ioan Damaschinul (d.749).
Textul din Luca afirmă că Isus a fost "fiu, după cum se credea, al lui Iosif, al lui Eli". Calificarea a fost în mod tradițional înțeleasă drept recunoaștere a nașterii dintr-o virgină dar unii văd o exprimare pusă între paranteze: "fiu (după cum se credea, al lui Iosif) al lui Eli" În această interpretare Isus este numit fiul lui Eli, deoarece Eli era bunicul său matern, cel mai apropiat strămoș pe linie masculină. O variantă a acestei idei este a explica "Iosif fiul lui Eli" drept ginere al lui Eli, poate chiar un moștenitor adoptiv al lui Eli prin singura sa fiică Maria. Un exemplu din Vechiul Testament de folosire a unei astfel de expresii este Iair, care este numit "Iair, fiul lui Manase" dar era de fapt fiul nepoatei lui Manase. În orice caz, susține acest argument, era firesc pentru evanghelist, care recunoștea cazul unic la nașterii dintr-o virgină, să redea genealogia maternă a lui Isus exprimând-o însă un pic ciudat în stilul tradițional pe linie paternă.
Conform lui R. A. Torrey, motivul pentru care Maria nu este numită implicit e acela că vechii evrei nu permiteau numele vreunei femei în arborii genealogici, ci treceau soțul ei drept fiu al cuscrului său.
Lightfoot vede confirmarea faptului într-un pasaj obscur din Talmud, care, așa cum îl citește el, se referă la "Maria, fata lui Eli"; totuși atât identitatea acestei Marii cât și modul de a citi nu sunt demonstrate. Dimpotrivă, tradiția patristică identifică pe tatăl Mariei drept Ioachim. S-a propus că Eli ar fi numele prescurtat al lui Eliakim, pe care Vechiul Testament îl vede drept nume alternativ pentru Iehoiakim, de la care este numit Ioachim.
Această teorie dă bine seama de divergențele genealogice. Ea este conformă tradiției timpurii care acordă Mariei faptul de a-l avea ca strămoș pe David. Este de asemenea corespunzător cu cunoașterea detaliată a Mariei de către Luca, spre deosebire de Matei, care se concentra asupra lui Iosif. Pe de altă parte, nu există nicio indicație explicită, nici în evanghelii, nici în tradițiile timpurii că genealogia ar fi a Mariei.
După aceea susținerea lui Ioan Damaschinul că Luca ar reda genealogia Mariei este menționată într-un singur text occidental medieval, în care pseudo-Ilarie îl citează drept opinia multora, dar nu și a lui. Această susținere a fost resuscitată de Annius de Viterbo în 1498 devenind repede populară după aceea.
Cercetătorii moderni resping această abordare: Raymond E. Brown a numit-o "găselniță pioasă"; iar Joachim Gnilka a numit-o "disperarea celor cuprinși de rușine".

### Arborele genealogic matern din Matei
Un punct de vedere minoritar susține că în timp ce Luca redă genealogia lui Iosif, Matei redă genealogia Mariei. Unii teologi antici par să ofere o astfel de interpretare. Deși așa cum arată textul grecesc reiese falsitatea acestei interpretări, s-a susținut că în textul originar al Evangheliei după Matei exista un Iosif care ar fi fost tatăl Mariei și alt Iosif care era soțul ei. Aceasta explică bine nu doar de ce genealogia lui Matei diferă de cea a lui Luca, ci și de ce Matei numără paisprezece generații și nu treisprezece. Blair consideră că diversele versiuni pe care le avem arată că ele sunt rezultatul predictibil al faptului că cei care au copiat evangheliile au încercat să îndrepte ce li se părea lor o greșeală. Alții susțin că aici originalul aramaic al lui Matei ar fi folosit cuvântul gowra (care poate să însemne tată), ceea ce, în absența indicării vocalelor, a fost citit de traducător în greacă drept gura (soț). În orice caz, ideea timpurie că Matei a redat genealogia Mariei a scăpat neluată în seamă până în secolul al III-lea.
O tradiție evreiască referitoare la genealogia Mariei din Evanghelia după Luca este redată în Doctrina Jacobi (scrisă în 634), în care un rabin tiberian își bate joc de faptul că creștinii o venerează pe Maria prin a povesti genealogia ei conform tradiției evreilor din Tiberiada. Un secol mai târziu, Ioan Damaschinul și alții redau aceeași informație, cu deosebirea că ei introduc o generație în plus, Barpanther (Aramaic pentru fiul lui Pantera, indicând astfel o sursă aramaică interpretată în mod greșit). Un anume prinț Andronicus a găsit aceeași polemică într-o carte a unui rabin numit Elijah:

De ce creștinii o ridică așa de mult în slavă pe Maria, numind-o mai nobilă decât Heruvimii, incomparabil mai măreața decât Serafimii, înălțată deasupra cerurilor, mai curată decât razele Soarelui? Pentru că ea a fost o femeie din rasa lui David, născută din mama sa Ana și tatăl ei Ioachim, care era fiul lui Pantera. Pantera și Melchi erau frați, fiii lui Levi, din spița lui Natan, al cărui tată a fost David din tribul lui Iuda.

### Teoria căsătoriei leviratice, versiunea Luca
Deși cele mai multe dări de seamă care afirmă că Luca ar reda genealogia Mariei nu inclus o căsătorie leviratică, ea a fost adăugată de sursele amintite. Fiecare din aceste texte descriu, la fel cu Julius Africanus (dar omițând numele lui Estha), cum Melchi era înrudit cu Iosif printr-o căsătorie leviratică.
|                 |                 |                 |                 |                 |                 |       |       |       |       |       |       |       |       |                    |                    | David              |                    |                    |                    |  |  |     |     |     |     |     |     |        |        |        |        |        |        |                 |                 |                 |                 |                 |                 |         |         |         |         |         |         |  |  |  |  |  |  |  |  |  |  |  |  |
|                 |                 |                 |                 |                 |                 |       |       |       |       |       |       |       |       |                    |                    |                    |                    |                    |                    |  |  |     |     |     |     |     |     |        |        |        |        |        |        |                 |                 |                 |                 |                 |                 |         |         |         |         |         |         |  |  |  |  |  |  |  |  |  |  |  |  |
|                 |                 |                 |                 |                 |                 |       |       |       |       |       |       |       |       |                    |                    |                    |                    |                    |                    |  |  |     |     |     |     |     |     |        |        |        |        |        |        |                 |                 |                 |                 |                 |                 |         |         |         |         |         |         |  |  |  |  |  |  |  |  |  |  |  |  |
| Solomon         | Solomon         | Solomon         | Solomon         | Solomon         | Solomon         |       |       |       |       |       |       |       |       |                    |                    |                    |                    |                    |                    |  |  |     |     |     |     |     |     |        |        |        |        |        |        | Nathan          | Nathan          | Nathan          | Nathan          | Nathan          | Nathan          |         |         |         |         |         |         |  |  |  |  |  |  |  |  |  |  |  |  |
| Solomon         | Solomon         | Solomon         | Solomon         | Solomon         | Solomon         |       |       |       |       |       |       |       |       |                    |                    |                    |                    |                    |                    |  |  |     |     |     |     |     |     |        |        |        |        |        |        | Nathan          | Nathan          | Nathan          | Nathan          | Nathan          | Nathan          |         |         |         |         |         |         |  |  |  |  |  |  |  |  |  |  |  |  |
| multe generații | multe generații | multe generații | multe generații | multe generații | multe generații |       |       |       |       |       |       |       |       |                    |                    |                    |                    |                    |                    |  |  |     |     |     |     |     |     |        |        |        |        |        |        | multe generații | multe generații | multe generații | multe generații | multe generații | multe generații |         |         |         |         |         |         |  |  |  |  |  |  |  |  |  |  |  |  |
| multe generații | multe generații | multe generații | multe generații | multe generații | multe generații |       |       |       |       |       |       |       |       |                    |                    |                    |                    |                    |                    |  |  |     |     |     |     |     |     |        |        |        |        |        |        | multe generații | multe generații | multe generații | multe generații | multe generații | multe generații |         |         |         |         |         |         |  |  |  |  |  |  |  |  |  |  |  |  |
| Eleazar         | Eleazar         | Eleazar         | Eleazar         | Eleazar         | Eleazar         |       |       |       |       |       |       |       |       |                    |                    |                    |                    |                    |                    |  |  |     |     |     |     |     |     |        |        |        |        |        |        | Levi            | Levi            | Levi            | Levi            | Levi            | Levi            |         |         |         |         |         |         |  |  |  |  |  |  |  |  |  |  |  |  |
| Eleazar         | Eleazar         | Eleazar         | Eleazar         | Eleazar         | Eleazar         |       |       |       |       |       |       |       |       |                    |                    |                    |                    |                    |                    |  |  |     |     |     |     |     |     |        |        |        |        |        |        | Levi            | Levi            | Levi            | Levi            | Levi            | Levi            |         |         |         |         |         |         |  |  |  |  |  |  |  |  |  |  |  |  |
|                 |                 |                 |                 |                 |                 |       |       |       |       |       |       |       |       |                    |                    |                    |                    |                    |                    |  |  |     |     |     |     |     |     |        |        |        |        |        |        |                 |                 |                 |                 |                 |                 |         |         |         |         |         |         |  |  |  |  |  |  |  |  |  |  |  |  |
| Matthan         | Matthan         | Matthan         | Matthan         | Matthan         | Matthan         |       |       |       |       |       |       |       |       | Estha              | Estha              | Estha              | Estha              | Estha              | Estha              |  |  |     |     |     |     |     |     | Melchi | Melchi | Melchi | Melchi | Melchi | Melchi |                 |                 |                 |                 |                 |                 | Pantera | Pantera | Pantera | Pantera | Pantera | Pantera |  |  |  |  |  |  |  |  |  |  |  |  |
| Matthan         | Matthan         | Matthan         | Matthan         | Matthan         | Matthan         |       |       |       |       |       |       |       |       | Estha              | Estha              | Estha              | Estha              | Estha              | Estha              |  |  |     |     |     |     |     |     | Melchi | Melchi | Melchi | Melchi | Melchi | Melchi |                 |                 |                 |                 |                 |                 | Pantera | Pantera | Pantera | Pantera | Pantera | Pantera |  |  |  |  |  |  |  |  |  |  |  |  |
|                 |                 |                 |                 |                 |                 |       |       |       |       |       |       |       |       |                    |                    |                    |                    |                    |                    |  |  |     |     |     |     |     |     |        |        |        |        |        |        |                 |                 |                 |                 |                 |                 |         |         |         |         |         |         |  |  |  |  |  |  |  |  |  |  |  |  |
|                 |                 |                 |                 |                 |                 | Iacob | Iacob | Iacob | Iacob | Iacob | Iacob |       |       | (nu a fost numită) | (nu a fost numită) | (nu a fost numită) | (nu a fost numită) | (nu a fost numită) | (nu a fost numită) |  |  | Eli | Eli | Eli | Eli | Eli | Eli |        |        |        |        | Ana    | Ana    | Ana             | Ana             | Ana             | Ana             |                 |                 | Ioachim | Ioachim | Ioachim | Ioachim | Ioachim | Ioachim |  |  |  |  |  |  |  |  |  |  |  |  |
|                 |                 |                 |                 |                 |                 | Iacob | Iacob | Iacob | Iacob | Iacob | Iacob |       |       | (nu a fost numită) | (nu a fost numită) | (nu a fost numită) | (nu a fost numită) | (nu a fost numită) | (nu a fost numită) |  |  | Eli | Eli | Eli | Eli | Eli | Eli |        |        |        |        | Ana    | Ana    | Ana             | Ana             | Ana             | Ana             |                 |                 | Ioachim | Ioachim | Ioachim | Ioachim | Ioachim | Ioachim |  |  |  |  |  |  |  |  |  |  |  |  |
|                 |                 |                 |                 |                 |                 |       |       |       |       |       |       |       |       |                    |                    |                    |                    |                    |                    |  |  |     |     |     |     |     |     |        |        |        |        |        |        |                 |                 |                 |                 |                 |                 |         |         |         |         |         |         |  |  |  |  |  |  |  |  |  |  |  |  |
|                 |                 |                 |                 |                 |                 |       |       |       |       |       |       |       |       |                    |                    |                    |                    |                    |                    |  |  |     |     |     |     |     |     |        |        |        |        |        |        |                 |                 |                 |                 |                 |                 |         |         |         |         |         |         |  |  |  |  |  |  |  |  |  |  |  |  |
|                 |                 |                 |                 |                 |                 |       |       |       |       | Iosif | Iosif | Iosif | Iosif | Iosif              | Iosif              |                    |                    |                    |                    |  |  |     |     |     |     |     |     | Maria  | Maria  | Maria  | Maria  | Maria  | Maria  |                 |                 |                 |                 |                 |                 |         |         |         |         |         |         |  |  |  |  |  |  |  |  |  |  |  |  |
|                 |                 |                 |                 |                 |                 |       |       |       |       | Iosif | Iosif | Iosif | Iosif | Iosif              | Iosif              |                    |                    |                    |                    |  |  |     |     |     |     |     |     | Maria  | Maria  | Maria  | Maria  | Maria  | Maria  |                 |                 |                 |                 |                 |                 |         |         |         |         |         |         |  |  |  |  |  |  |  |  |  |  |  |  |
|                 |                 |                 |                 |                 |                 |       |       |       |       |       |       |       |       |                    |                    |                    |                    |                    |                    |  |  |     |     |     |     |     |     |        |        |        |        |        |        |                 |                 |                 |                 |                 |                 |         |         |         |         |         |         |  |  |  |  |  |  |  |  |  |  |  |  |
|                 |                 |                 |                 |                 |                 |       |       |       |       |       |       |       |       |                    |                    |                    |                    |                    |                    |  |  |     |     |     |     |     |     |        |        |        |        |        |        |                 |                 |                 |                 |                 |                 |         |         |         |         |         |         |  |  |  |  |  |  |  |  |  |  |  |  |
|                 |                 |                 |                 |                 |                 |       |       |       |       |       |       |       |       |                    |                    |                    |                    |                    |                    |  |  |     |     |     |     |     |     |        |        |        |        | Isus   |        |                 |                 |                 |                 |                 |                 |         |         |         |         |         |         |  |  |  |  |  |  |  |  |  |  |  |  |

Bede a presupus că Julius Africanus a greșit și a corectat Melchi în Matthat. Deoarece paponimele erau des întâlnite în această perioadă, n-ar fi totuși surpinzător ca Matthat să fi fost numit Melchi după bunicul său.

### Pantera
Numele Pantera, menționat mai sus, a fost înconjurat de controverse, din cauza unei susțineri că tatăl lui Isus a fost un soldat pe nume Pantera. Celsus menționează asta în scrierea sa Cuvântul adevărat, care e citată de Origen în Cartea 1: 32. "Să revenim dar acolo unde ne este prezentată evreica", vorbind de mama lui Isus, și afirmând "când a rămas gravidă a fost dată afară de tâmplarul cu care era logodită, ca fiind vinovată de adulter, iar ea a născut copilul unui soldat numit Pantera." Epifanie, în respingerea lui Celsus, scrie că Iosif și Cleopa erau fiii lui "Iacob, poreclit Pantera." Două texte din era talmudică care se referă la Isus drept fiul lui Pantera (Pandera) sunt Tosefta Hullin 2:22f: "Iacob ... a venit să-l vindece în numele lui Isus fiul lui Pantera" și Qohelet Rabbah 1:8(3): "Iacob ... a venit să-l vindece în numele lui Isus fiul lui Pandera" și unele ediții ale Talmudului de la Ierusalim îl numesc pe Isus ca fiind fiul lui Pandera: Jerusalem Abodah Zarah 2:2/7: "cineva ... a șoptit către el în numele lui Isus fiul lui Pandera"; Jerusalem Shabboth 14:4/8: "cineva ... a șoptit către el în numele lui Isus fiul lui Pandera"; Jerusalem Abodah Zarah 2:2/12: "Iacob ... a venit să-l vindece. El i-a zis lui: îți vom vorbi în numele lui Isus fiul lui Pandera"; Jerusalem Shabboth 14:4/13: "Iacob ... a venit în numele lui Isus Pandera să-l vindece". Deoarece unele ediții ale Talmudului de la Ierusalim nu conțin numele Isus în aceste pasaje, această asociere este disputată.

### Moștenire legală
Una din explicațiile tradiționale este că Matei nu redă o genealogie în sensul biologic modern, ci un șir de moșteniri legale arătând succesiunea lui Isus din spița regală.
Conform acestei teorii, ținta imediată a lui Matei nu este David, ci Iehonia, iar în al său grup final de paisprezece poate sări în mod lejer la un bunic matern, sări peste generații sau chiar urma o genealogie adoptivă pentru a ajunge acolo. Încercări au fost făcute de a reconstrui ruta lui Matei, începând cu lucrarea seminală a Lordului Hervey și ajungând la lucrarea recentă a lui Masson, dar toate sunt prin forța lucrurilor foarte speculative.
Ca punct de plecare, unul din cei doi tați ai lui Iosif ar putea fi prin simplă adopțiune, cum sugerează Augustin, sau, mai probabil, prin adopțiune specială de un cuscru lipsit de fii, sau poate fi un bunic matern. Pe de altă parte asemănarea dintre Matthan și Matthat sugerează că sunt una și aceeași persoană (caz în care Iacob și Eli sunt fie frați gemeni fie frați buni implicați într-o căsătorie leviratică), iar abaterea lui Matei de la Luca sub acest aspect poate fi pentru a urma genealogia moștenirii juridice, probabil printr-un bunic matern. Astfel de raționament poate explica mai departe ce s-a întâmplat cu Zerubbabel și Shealtiel.